# Due grosse lacrime bianche
"Due grosse lacrime bianche" (tradução Portuguesa: "Duas grandes lágrimas brancas") foi a canção italiana no Festival Eurovisão da Canção 1969, interpretada em italiano por Iva Zanicchi. Foi a sexta canção a ser interpretada na noite do festival, seguir à canção irlandesa "The Wages of Love", interpretada por Muriel Day e antes da canção britânica "Boom Bang-a-Bang", interpretada por Lulu. A canção italiana terminou a competição em 13.º lugar, com 5 pontos. 

## Autores
- Letrista: Ezio Leoni
- Compositor: Piero Soffici
- Orquestrador: Carlo Daiano

## Letra
A canção é uma balada, com Zanicchi revelando a um antigo amante os seus sentimentos no fim de uma relação. Ela diz-lhe que "Duas grandes lágrimas brancas/Como duas pérolas do mar/É tudo o deixaste a mim" e também que ela rejeita a ideia de que ela devia "morrer de amor", se bem que sinta uma grande tristeza. 

## Versões
Zanicchi gravou também uma versão em  alemão com o título "Zwei große weiße Tränen".